# Wangmo (Guizhou)
Wangmo (chinesisch 望谟县, Pinyin Wàngmó Xiàn) ist ein chinesischer Kreis in der Provinz Guizhou. Er gehört zum Verwaltungsgebiet des Autonomen Bezirks Qianxinan der Bouyei und Miao. Der Kreis Wangmo hat eine Fläche von 3.021 km² und zählt 240.900 Einwohner (Stand: Ende 2018). Sein Hauptort ist die Großgemeinde Fuxing (复兴镇).

## Administrative Gliederung
Auf Gemeindeebene setzt sich der Kreis aus acht Großgemeinden und neun Gemeinden (davon eine der Yao) zusammen.